# Jessica Sklar
Pour les articles homonymes, voir Sklar.
Jessica Katherine Sklar (née en 1973) est une mathématicienne américaine intéressée par l'algèbre abstraite, les mathématiques récréatives et la vulgarisation des mathématiques. Elle est professeure de mathématiques à la Pacific Lutheran University (en) et chef du département de mathématiques de la Pacific Lutheran.

## Éducation et carrière
En tant qu'élève du secondaire, Sklar a étudié la poésie au Centre des arts d'Interlochen (en). Elle a fait ses études de premier cycle au Swarthmore College, où ses parents Elizabeth S. et Lawrence Sklar (en) s'étaient rencontrés et mariés (elle en tant que majeure en anglais, plus tard pour devenir professeure d'anglais à la Wayne State University, lui en tant que professeur de philosophie des sciences). Elle a complété une double majeure en anglais et en mathématiques en 1995,.
Ensuite, Sklar part à l'université de l'Oregon pour des études supérieures en mathématiques, obtenant une maîtrise en 1997 et y achevant son doctorat en 2001. Sa thèse, intitulée Binomial Rings and Algebras, a été dirigée par Frank Wylie Anderson.
Elle est membre du corps professoral du département de mathématiques de Pacific Lutheran depuis 2001.

## Contributions
Sklar est l'auteure d'un manuel ouvert (en) sur l'algèbre abstraite First-Semester Abstract Algebra: A Structural Approach (2017).
Avec sa mère, Elizabeth S. Sklar elle est rédactrice en chef de Mathematics in Popular Culture: Essays on Appearances in Film, Literature, Games, Television and Other Media (McFarland & Co., 2012).
Elle est l'auteure d'un manuel de statistiques avec Shonda Kuiper, Practising Statistics: Guided Investigations for the Second Course (Pearson, 2012).

## Prix et distinctions
Sklar est lauréate du prix Allendoerfer de la Mathematical Association of America en 2011 pour son article avec Gene Abrams (en), The Graph Menagerie: Abstract Algebra et le Mad Veterinarian. Le document fournit une solution générale à une classe de problèmes de réduction de réseau (en) illustrés par le suivant : 

« Suppose a mad veterinarian creates a transmogrifier that can convert one cat into two dogs and five mice, or one dog into three cats and three mice, or a mouse into a cat and a dog. It can also do each of these operations in reverse. Can it, through any sequence of operations, convert two cats into a pack of dogs? How about one cat? »